# 帕特里克·弗伦奇
帕特里克·罗洛·巴兹尔·弗伦奇（英語：Patrick Rollo Basil French，1966年5月28日—2023年3月16日，英国作家、历史学家、学者，著有《Younghusband: the Last Great Imperial Adventurer》（1994年）、《The World Is What It Is》（2008年）及《India: A Portrait》（2011年）等作品。
1992年英國大選期间，弗伦奇代表绿党参加了议会选举。他是英国西藏支持团体自由西藏運動的执行委员会成员之一，同时也是印度—英国圆桌会（India–UK Round Table）的初创成员之一。

## 生平
弗伦奇在1966年5月28日出生于汉普郡的奧爾德肖特，又在沃明斯特长大成人，父亲是一名军官，母亲则是一名家庭主妇。他自幼对身边的事物充满怀疑，包括父亲所在的军队、父母的天主教信仰及英国的教育体系等。弗伦奇起初就读于安普尔福斯大学，后被爱丁堡大学录取，开始学习英美文学，先后取得英国文学硕士及南亚哲学博士学位。25岁时，弗伦奇开始前往中亚重走英国探险家荣赫鹏的旅程，并曾到达喜马拉雅前哨站，最终于1994年出版了他的第一部著作《Younghusband: The Last Great Imperial Adventurer》，此书后来相继获得毛姆文学奖及皇家文學學會的威廉·亨利·海涅曼奖。
弗伦奇的第二部作品为《Liberty or Death: India's Journey to Independence and Division》，于1997年出版。该书毁誉参半，一些印度媒体认为该书对于圣雄甘地和穆罕默德·阿里·真納在印度独立运动中扮演的角色抱着一种修正主义的观点，更有少数人呼吁印度应该禁止该书。而英国作家菲利普·齊格勒则认为这本书是一个“非凡的成就”，印度作家库什万特·辛格认为弗伦奇称得上是“一流的历史学家及故事陈述者”。这些争议使得这部书获得了不俗的销量，弗伦奇也因此获得《星期日泰晤士報》颁发的年度青年作家奖。
2003年，弗伦奇关于西藏的著作《Tibet, Tibet: A Personal History of a Lost Land》正式出版，成为他的第三部作品。据弗伦奇本人的说法，他对西藏的兴趣来自于他在16岁时与达赖喇嘛的一次会面，他表示自己觉得“西方国家，特别是西藏运动人士对于西藏的观点已经严重脱离实际”，于是在1999年亲自去西藏进行了一次旅行。《独立报》评价该书“充满智慧，其手法也令人充满激情”，《洛杉矶时报》的皮科·艾爾（Pico Iyer）表示弗伦奇“非常细致和规范”，认为他“有天赋去做鼓舞人心的、诚挚的研究，并能够发现那些被忽视掉，却又值得用几卷书去分析的细节”。
2008年，弗伦奇在诺贝尔奖得主V·S·奈波爾的同意下，为他创作了一部名为《The World Is What It Is》的传记作品。这部书将重点放在了奈波尔过去的不光彩经历，改变了过往人们对奈波尔的认知。对此，《纽约书评》的伊恩·布鲁玛评论称弗伦奇开创了一种叫做“忏悔式传记”（the confessional biography）的新类别。该书被纽约时报书评选入“2008年10大最佳书籍”，同年还获得了美国国家书评人协会奖，以及打入当年的塞缪尔·约翰逊奖的最终候选名单。2009年，弗伦奇又凭借这部书获得了豪森登獎。
2011年，弗伦奇写成了《India: A Portrait》一书，并将其宣传为“一部12亿人的详尽传记”（an intimate biography of 1.2 billion people），主要讲述使印度国运发生巨大改变的社会和经济革命。除了在书籍中探讨印度历史之外，弗伦奇还专门开设了一个名为“印度网”（The India Site）的网站。
2017年，弗伦奇被任命为艾哈迈达巴德大学文理学院首任院长。
除奈波爾以外，弗伦奇生前还曾为另一名诺贝尔奖得主多丽丝·莱辛编写授权传记。

## 个人生活
弗伦奇和首任妻子阿比盖尔·阿什顿-约翰逊（Abigail Ashton-Johnson）育有3个孩子，但这段婚姻最终以离婚告终。在此之后，弗伦奇又娶了出版商纳米塔·戈卡尔的女儿、企鵝蘭登書屋印度分部前总编辑梅鲁·戈卡尔（Meru Gokhale），两人育有一个儿子。
2003年，弗伦奇获授大英帝國勳章，但他没有接受，因为他认为勋章的格言“为了上帝和帝国”与他对南亚历史的认知相抵触，还表示自己并不喜欢英国的授勋制度，认为其运作并不透明。
2023年3月16日，弗伦奇在伦敦因为癌症去世，据他的妻子透露，他在去世前已与癌症作了四年的斗争。